# Якимівка (Дніпровський район)
Яки́мівка — село в Україні, у Святовасилівській сільській територіальній громаді Дніпровського району Дніпропетровської області. Населення — 183 мешканці.

## Географія
Село Якимівка знаходиться на одному з витоків річки Грушівка, нижче за течією на відстані 1,5 км розташоване село Голубинівка. Річка в цьому місці пересихає, на ній зроблено кілька загат. Селом тече Балка Широка.

## Історія
25 грудня 1997 року село Наталівської сільради увійшло до складу новоствореної Промінської сільради у Солонянському районі.

## Населення

### Мова
Розподіл населення за рідною мовою за даними перепису 2001 року:
| Мова       | Відсоток |
| ---------- | -------- |
| українська | 93,4 %   |
| російська  | 6,6 %    |

## Інтернет-посилання
- Погода в селі Якимівка

1. ↑  Рідні мови в об'єднаних територіальних громадах України — Український центр суспільних даних